# 시오도메

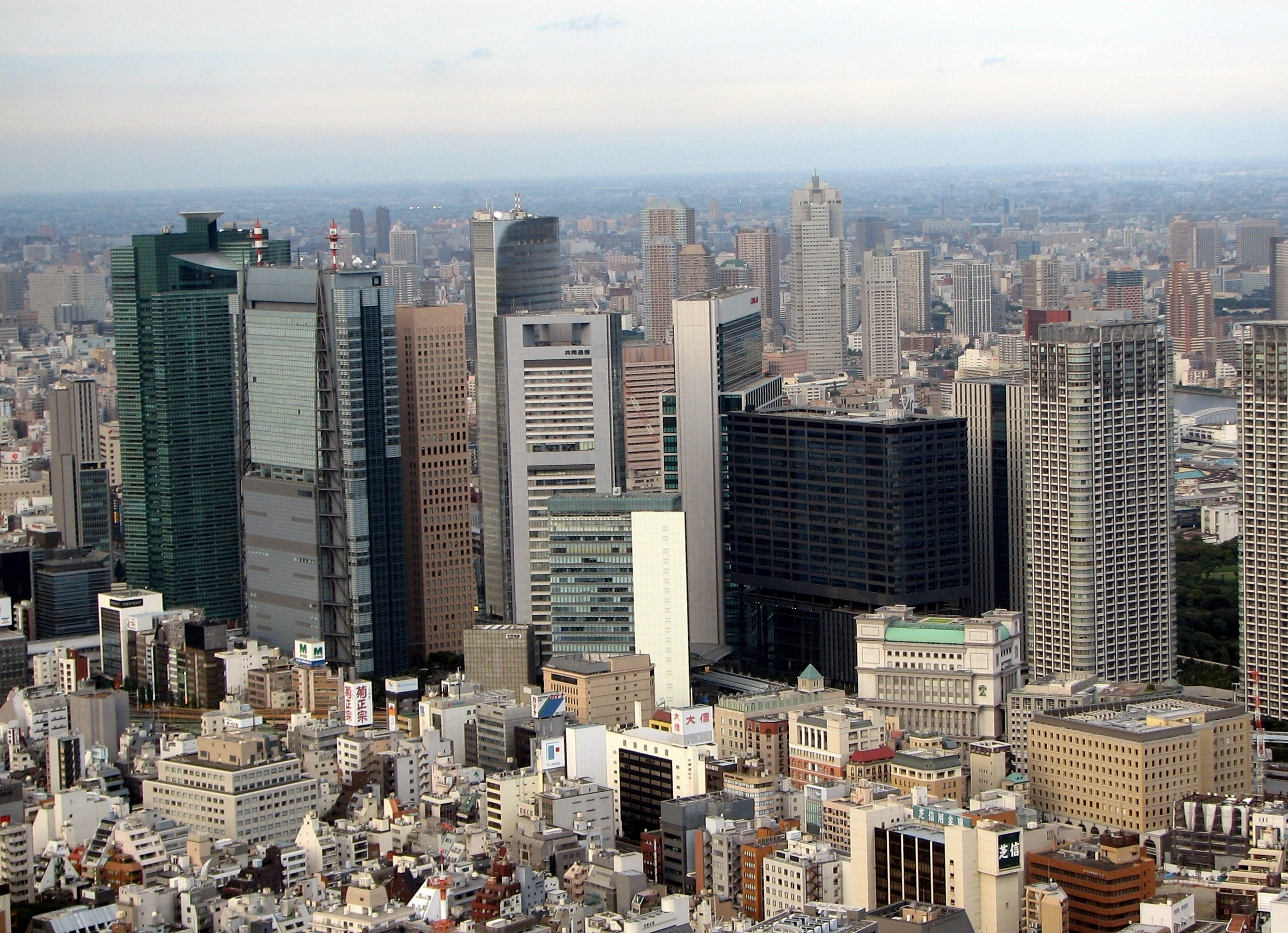
시오도메

시오도메(일본어: 汐留, しおどめ)는 일본 도쿄도 미나토구의 지구로, 도쿄의 대규모 도심재개발 프로젝트의 일환으로 2007년 완성된 도시이다. 시오도메 일대는 원래 일본의 국철이었던 JR의 화물역이 있던 곳으로 낙후된 지역이였다. 그렇지만 1995년 도쿄도의 프로젝트에 따라 2003년에 니혼 테레비 본사 입주를 시작으로 시오도메 시티센터, 파나소닉전공 도쿄 본사 빌딩, 덴쓰 본사, 시오도메 시티센터 등의 빌딩이 속속 들어섰다.

## 역사

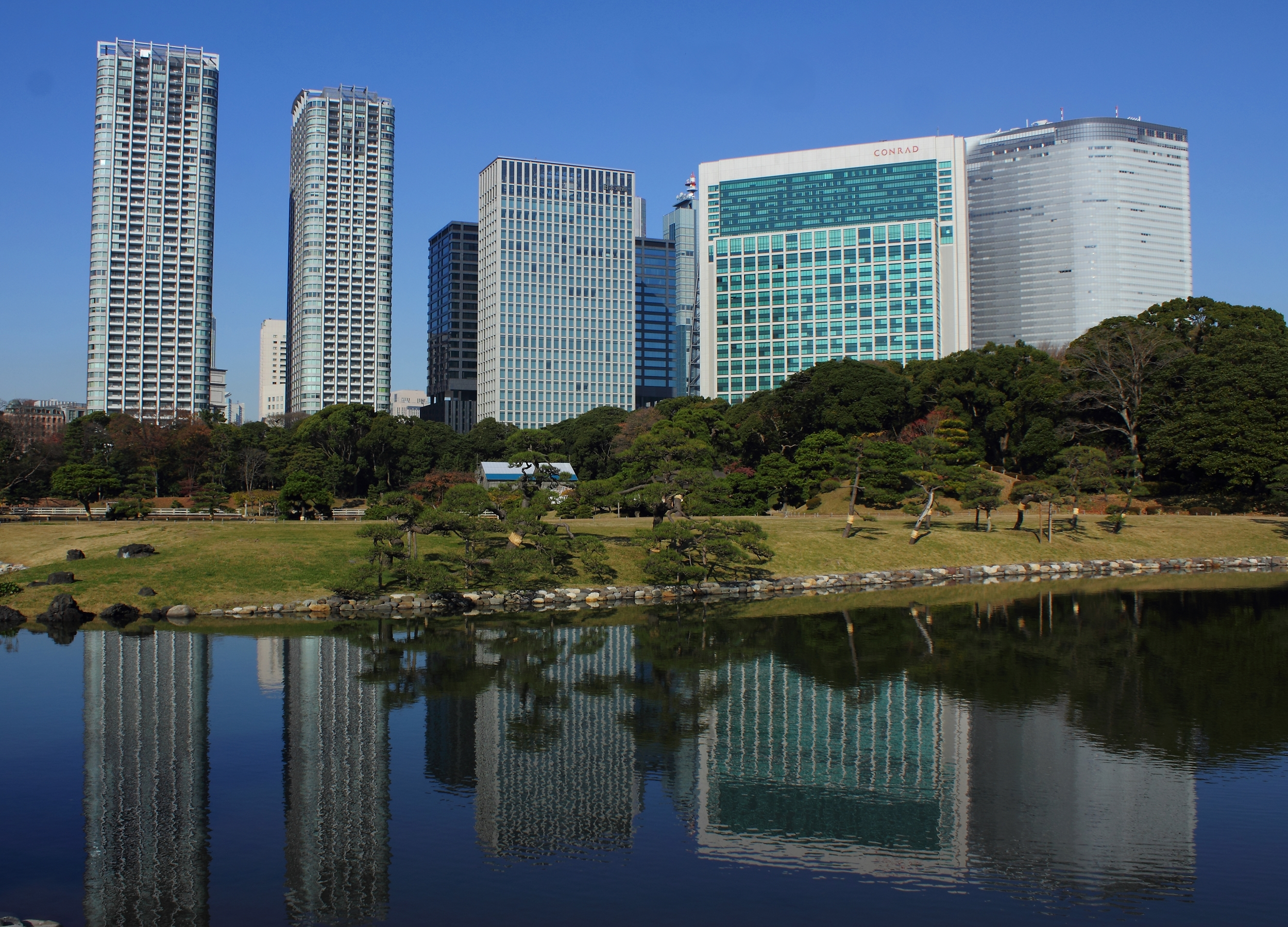
하마리큐 은사정원에서 바라본 모습

시오도메는 에도 시대 이전까지만 해도 해변의 습지대로 남아 있었다. 에도 막부가 세워진 이후 도쿠가와 이에야스가 '천하공사' (天下普請, 모든 다이묘의 재력을 끌어모아 봉사 형식으로 진행된 건설사업)를 명령, 3대 쇼군인 이에미쓰 대까지 계속되어 시오도메 매립지가 조성되었다. 그 결과 시오도메는 그 주변의 신바시, 긴자, 쓰키지 등과 함께 호화로운 저택이 들어선 부케야시키 (무사의 저택) 거리를 이루게 되었다.
메이지 유신 이후 새정부가 들어서면서 저택가도 몰수되었다. 1872년 도쿄와 요코하마 사이에 일본 최초의 철도 노선이 개설될 당시, 기점이 되는 신바시역이 시오도메에 지어졌다. 이에 따라 시오도메는 도쿄의 관문으로서 화려하고 역동적인 도시로 변모하였다. 그러나 1914년에 도쿄역이 완공되고 도카이도 본선의 기점이 신바시 역에서 도쿄역으로 이전하면서 신바시 역은 화물 전용 철도역이 되었다. 이때부터 시오도메는 소규모 운송업체가 밀집한 화물 터미널로 번창하게 되었다.
1980년부터 화물 운송수단이 열차 대신 트럭의 비중이 증가하면서 1986년 시오도메 화물역은 폐지되었다. 이후 한동안 31헥타르에 달하는 일본 국유철도 청산사업단 소유의 넓은 공터가 손대지 않은 채 남아 있다가 1995년에서야 도쿄도 차원의 도시기반 정비와 민간 프로젝트를 통해 도시 재개발이 시작되었다.
2004년에는 13채의 고층 오피스 빌딩이 늘어서고 호텔 4곳과 다수의 레스토랑, 상점 등이 지하통로와 육교로 연결된 인구 6만의 복합도시로 거듭나게 되었다. 동쪽에는 하마리큐 은사정원을 낀 도쿄 만이, 서쪽에는 신바시 역에서 도라노몬, 가미야초, 가스미가세키의 관청가가 있으며 긴자, 쓰키지, 임해부도심과도 인접한 좋은 비지니스 로케이션이 되었으며, 롯폰기 힐스나 오다이바와 함께 도쿄의 새로운 관광명소로 꼽힌다.
2011년 12월 22일에는 도쿄도의 제안으로 국제전략 종합특구의 일종인 아시아 헤드쿼터 특구로 지정되었다.

## 명소
| 1구 A가구 1. 덴쓰 본사 빌딩 - 덴쓰 도쿄 본사 - 시오도메 어넥스 빌딩 카레타 시오도메 - 미즈호 카레타 시오도메 출장소 ATM (B2F) - 세븐 은행 세븐일레븐 카레타시오도메점 공동출장소 ATM - 덴츠 사계극장 우미 1구 B가구 1. 시오도메 시티센터 - 전일본공수 본사 - 후지쯔 본사 - 미쓰이화학 본사 - 세븐 은행 ATM (1F, 7：00～28：00) - 도코모 샵 (B2F) - 시오도메 시티센터 우체국창구, ATM (B2F) - 미쓰이 스미토모 은행 ATM (B2F) - 미즈호 시오도메 시티센터 출장소 ATM (B2F) 2. 구 신바시 정거장 철도역사전시실 (철도 개통 당시 신바시 역사 등을 복원) 3. 파나소닉전공 도쿄 본사 빌딩 - 파나소닉시오도메미술관 (미술관, 4층) - 파나소닉 리빙 쇼룸 도쿄 (B2층-2층) 1구 C가구 1. 니혼TV 타워 - 니혼TV 방송망 본사 - 요미우리 TV 방송 도쿄 지사 2. 시오도메 타워 - 시세이도 시오도메 오피스 (1-22층) - 로열 파크 시오도메 타워 (24-38층, 호텔) 2구 D북1가구 1. 도쿄 시오도메 빌딩 - 소프트뱅크 그룹 본사 - 소프트뱅크 본사 - 콘래드 도쿄 (28-37階, 호텔) - Pedi시오도메 (페디시오도메) 2구 D북2가구 1. 시오도메 스미토모 빌딩 - JSR 본사 - 크레디 아그리콜 - CLSA 증권 - 중국석유국제사업 일본주식회사 - 차이나오일 재팬 - 블루 코트 시스템즈 합동회사 - 소프트뱅크 그룹 - 세가 사미 홀딩스 외 - 세븐 은행 시오도메 스미토모빌딩 공동출장소 ATM (1층, 24시간) - 빌라 퐁텐 시오도메 (2-10층, 호텔) | 2구 D북3가구 1. 일본통운 본사 빌딩 2구 E가구 1. 시오도메 미디어 타워 - 교도 통신 본사 - 파크 호텔 도쿄 (25-34층) - 미즈호 시오도메 미디어 타워 출장소 ATM (B2F) 2. 토판 홈즈 본사 빌딩 3구 D남가구 1. 도쿄 트윈 파크스 (콘도) - 라이트 윙 / 레프트 3구 H가구 1. 시오도메 H가구 초고층 빌딩 - 액티 시오도메 (임대 아파트, 3-44층) - 라 트루 시오도메 (임대 아파트, 45-56층) - 마루에쓰 쁘띠 (24시간 영업 슈퍼) 3구 이탈리아 공원 1. 이탈리아 공원 (미나토 구립공원) 4구 I-1가구 (미나토구 가이간잇초메) 1. 시오도메 시바리큐 빌딩 - 다이요 생명 5 - 20층 - 다이도 생명 5 - 20층 - T&D 홀딩스 5 - 20층 4구 I-2가구（미나토 구 가이간잇초메） 1. 스카이 그란데 시오도메 (분양 맨션) 2. 시오도메 빌딩 - NTT 커뮤니케이션즈 - 하드포트 생명보험 - 미쓰이 스미토모 카드 - 프로넥서스 - TOTO - 로토제약 도쿄지사 - 하마사이트・구르메 (1-2층) 5구 서가구 1. 이탈리아 거리 2. 코무네 시오도메 3. 윙즈 시오도메·오프트 시오도메 (장외승마 매표권 발매소) 4. 그래디트 시오도메 로소 (아파트) 5. 에스페리 시오도메 (오피스 빌딩) 6. 코모디오 시오도메 (오피스 빌딩) 7. 도쿄 다업회관 8. 카사 벨 솔레 9. 라 비아초라 10. 루시스 빌딩 11. 게이세이 시오도메 빌딩, 미쓰이 가든 호텔 시오도메 12. 도쿄소방청 시바 소방서 청사 |

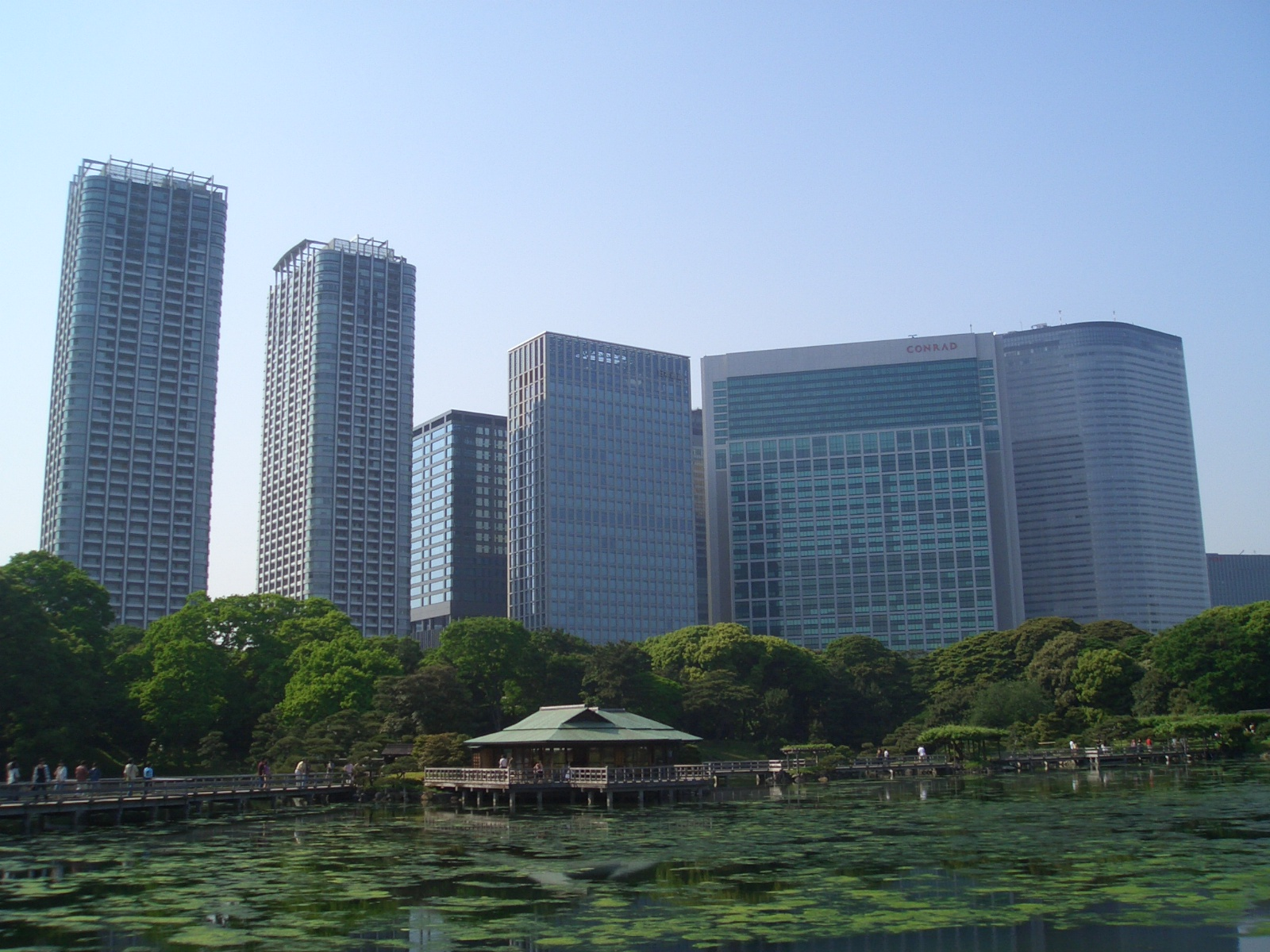
시오사이트 오피스 빌딩구역과 하마리큐 은사정원의 모습
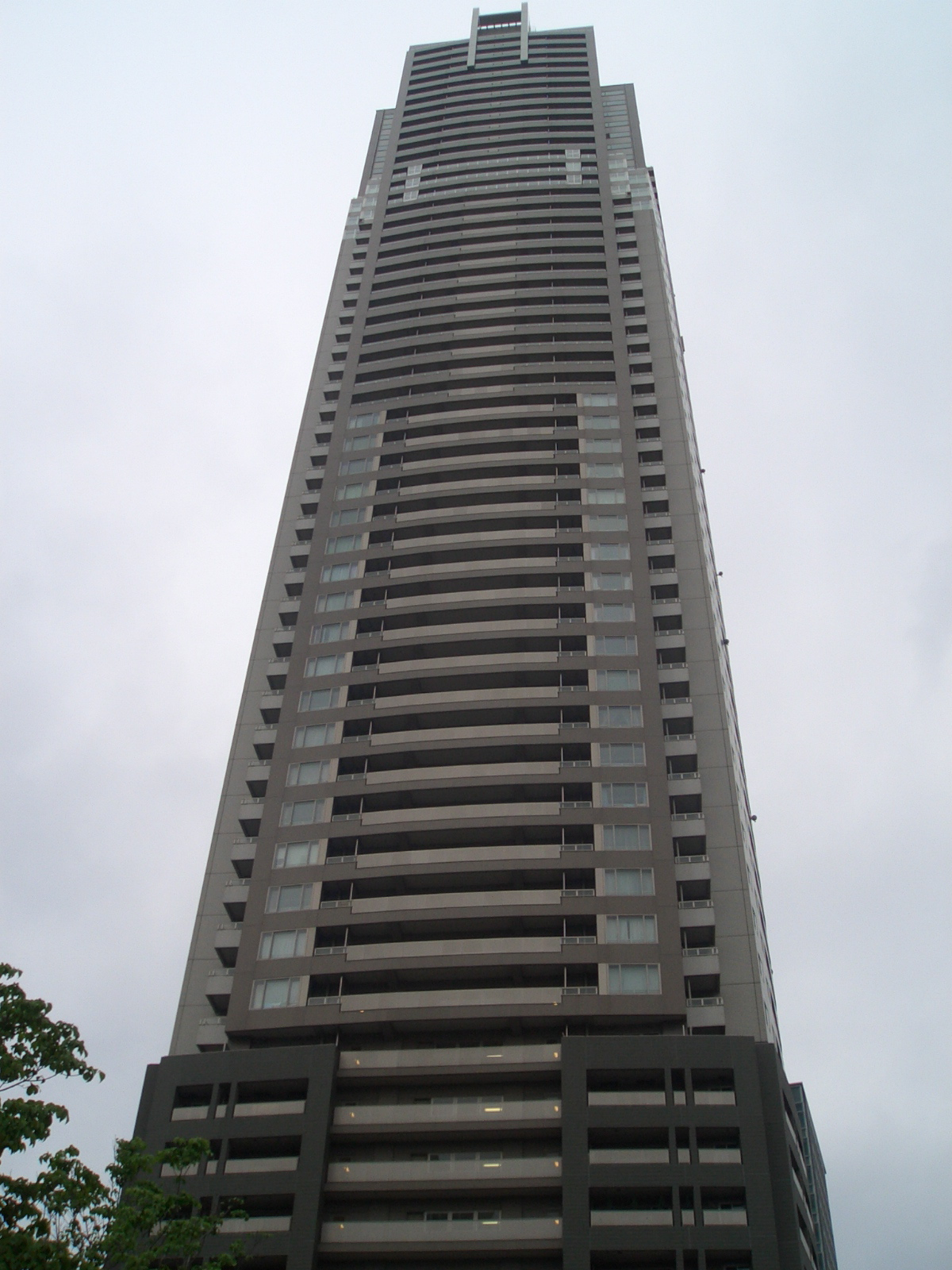
액티 시오도메와 라투르 시오도메
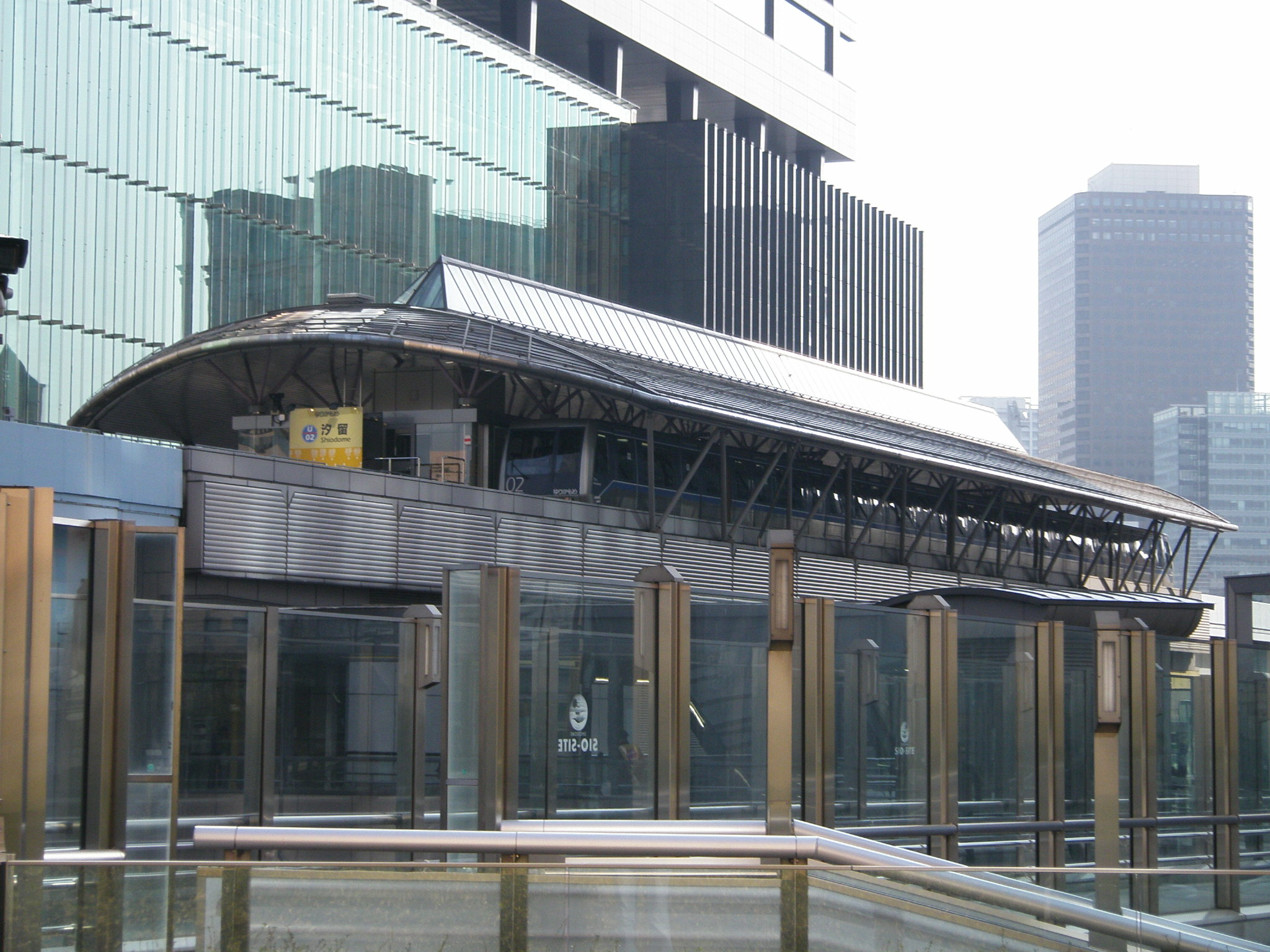
유리카모메 시오도메 역
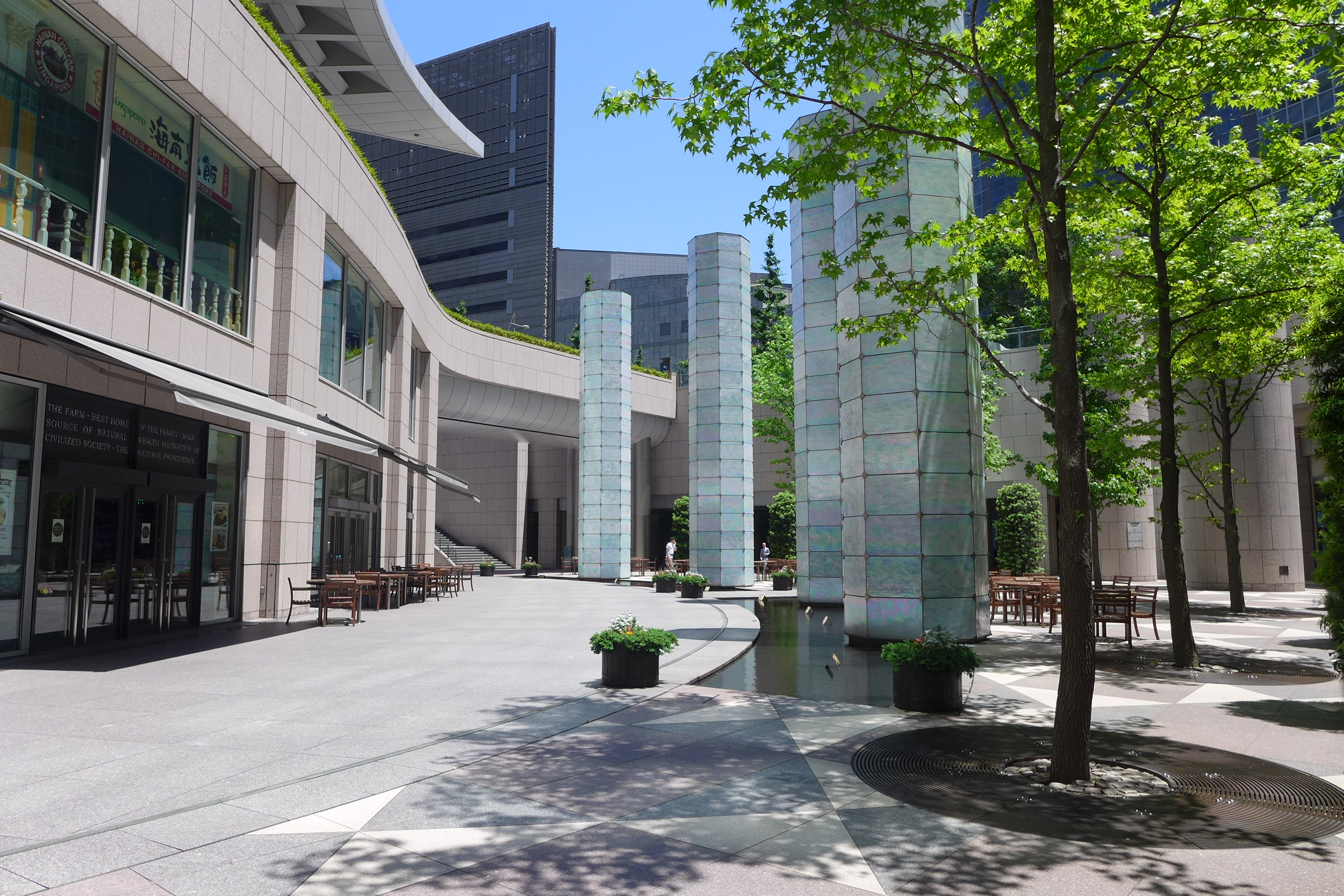
시오도메 시티 센터 지하
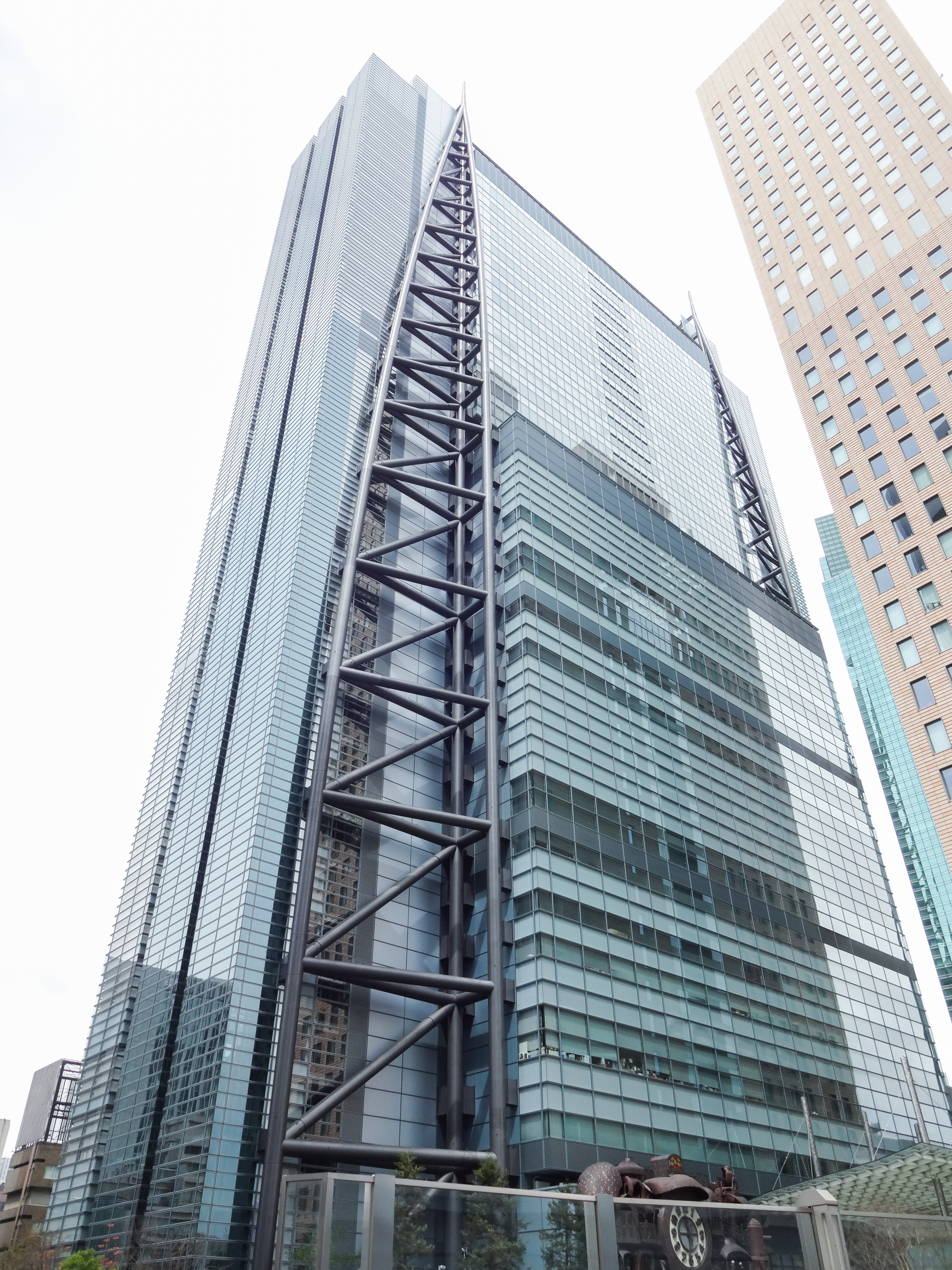
니혼TV 타워(일본어판)
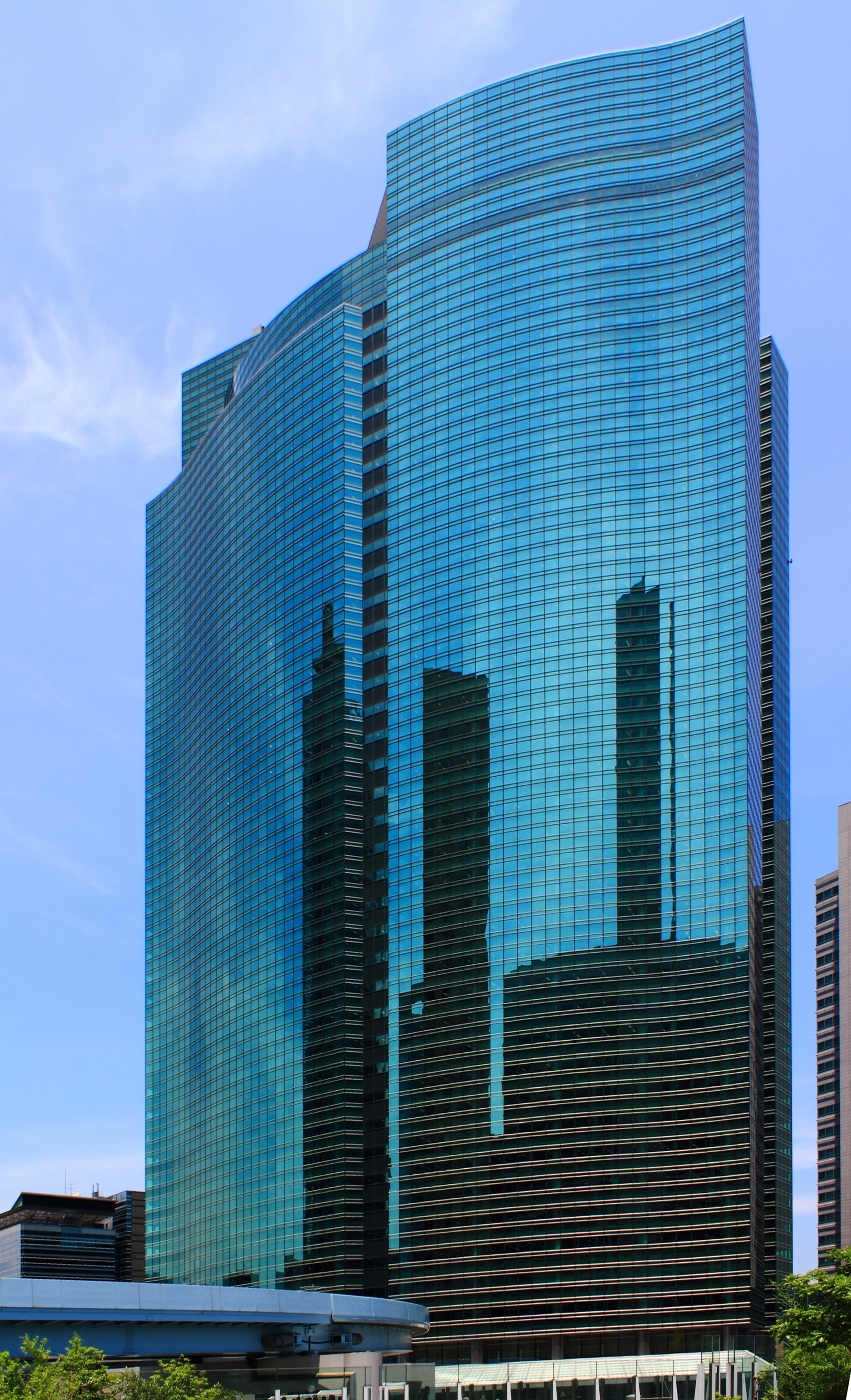
시오도메 시티 센터
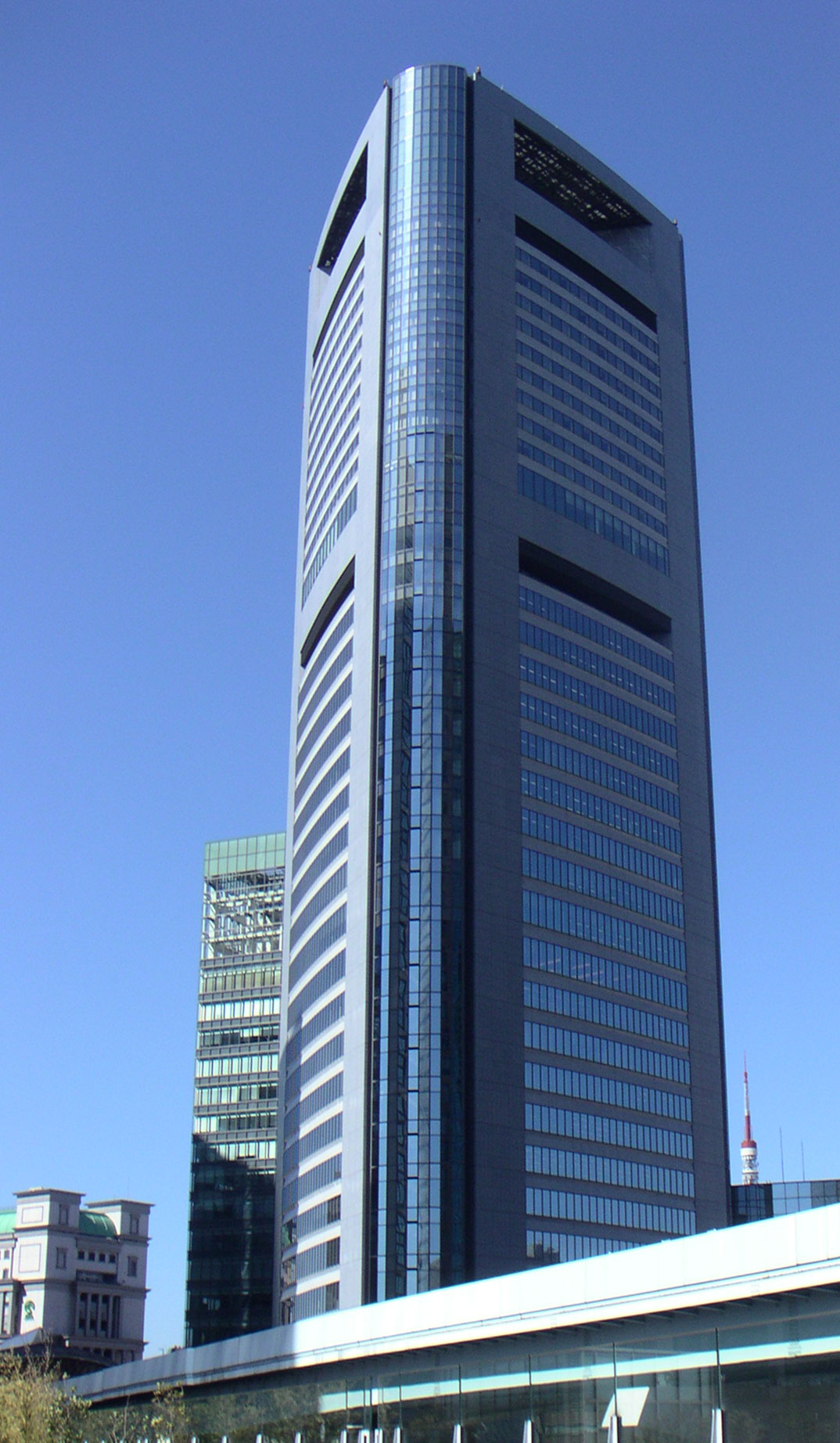
시오도메 미디어 타워(일본어판)
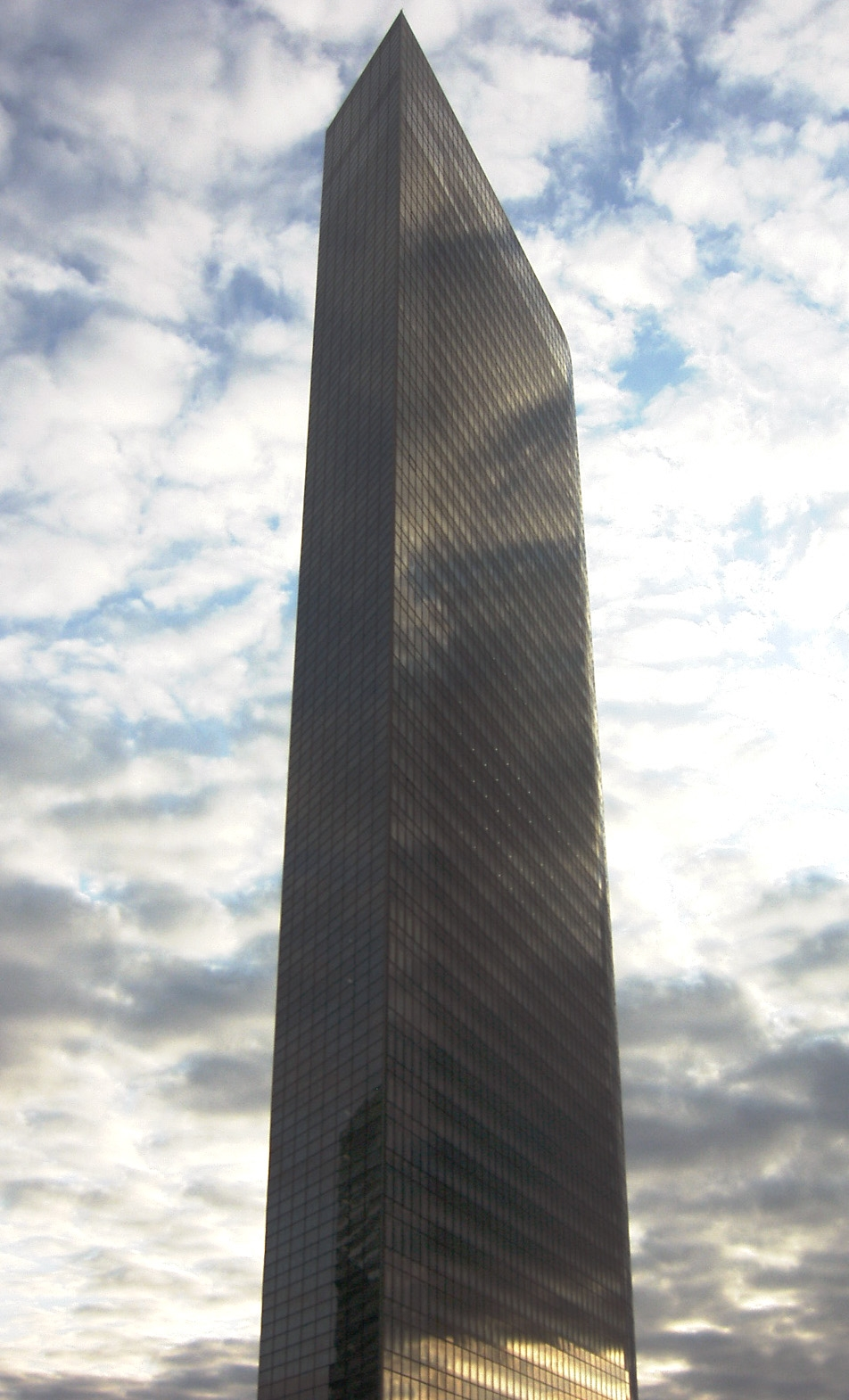
덴츠 본사 빌딩
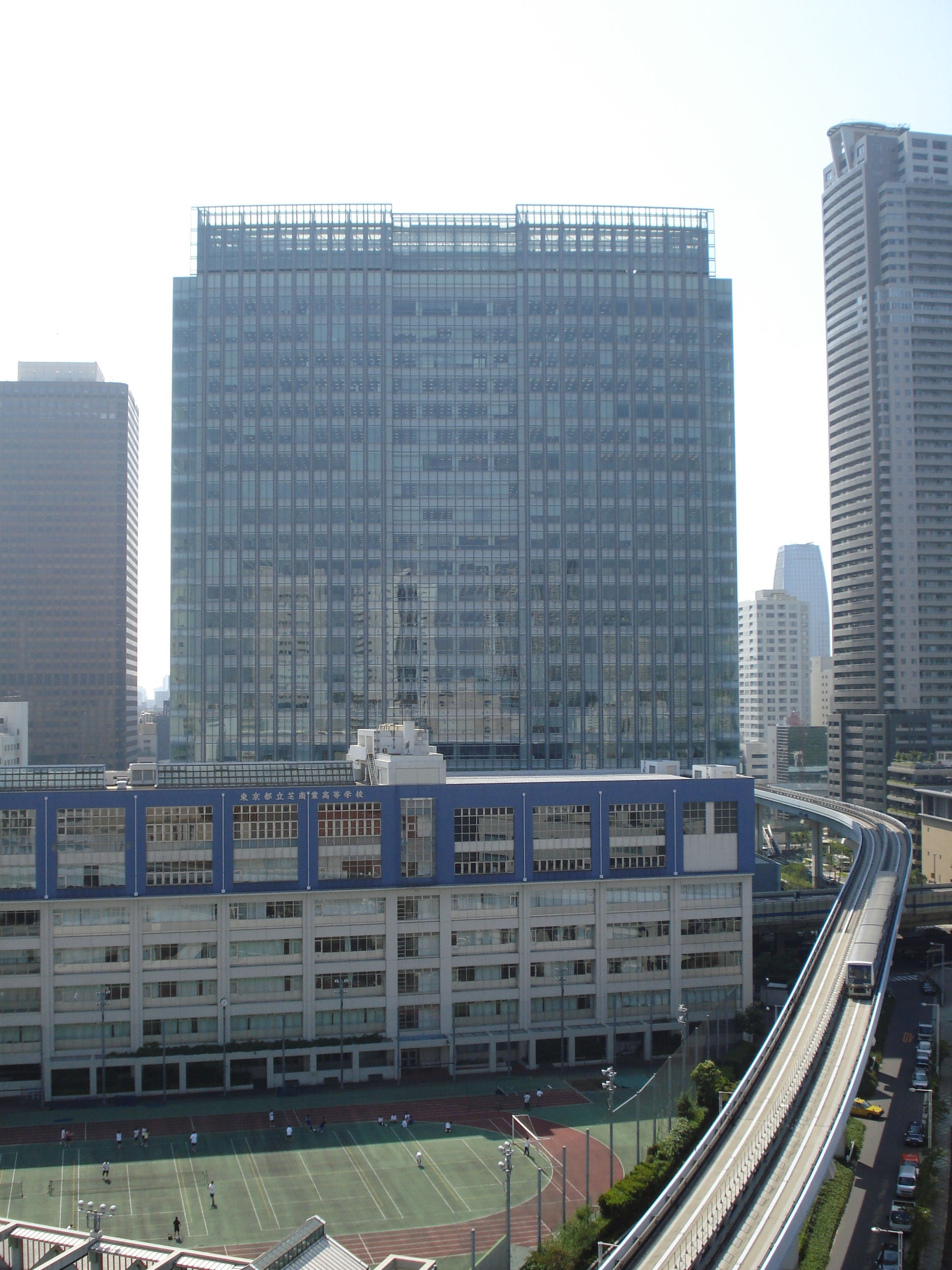
시오도메 빌딩(일본어판)과 유리카모메
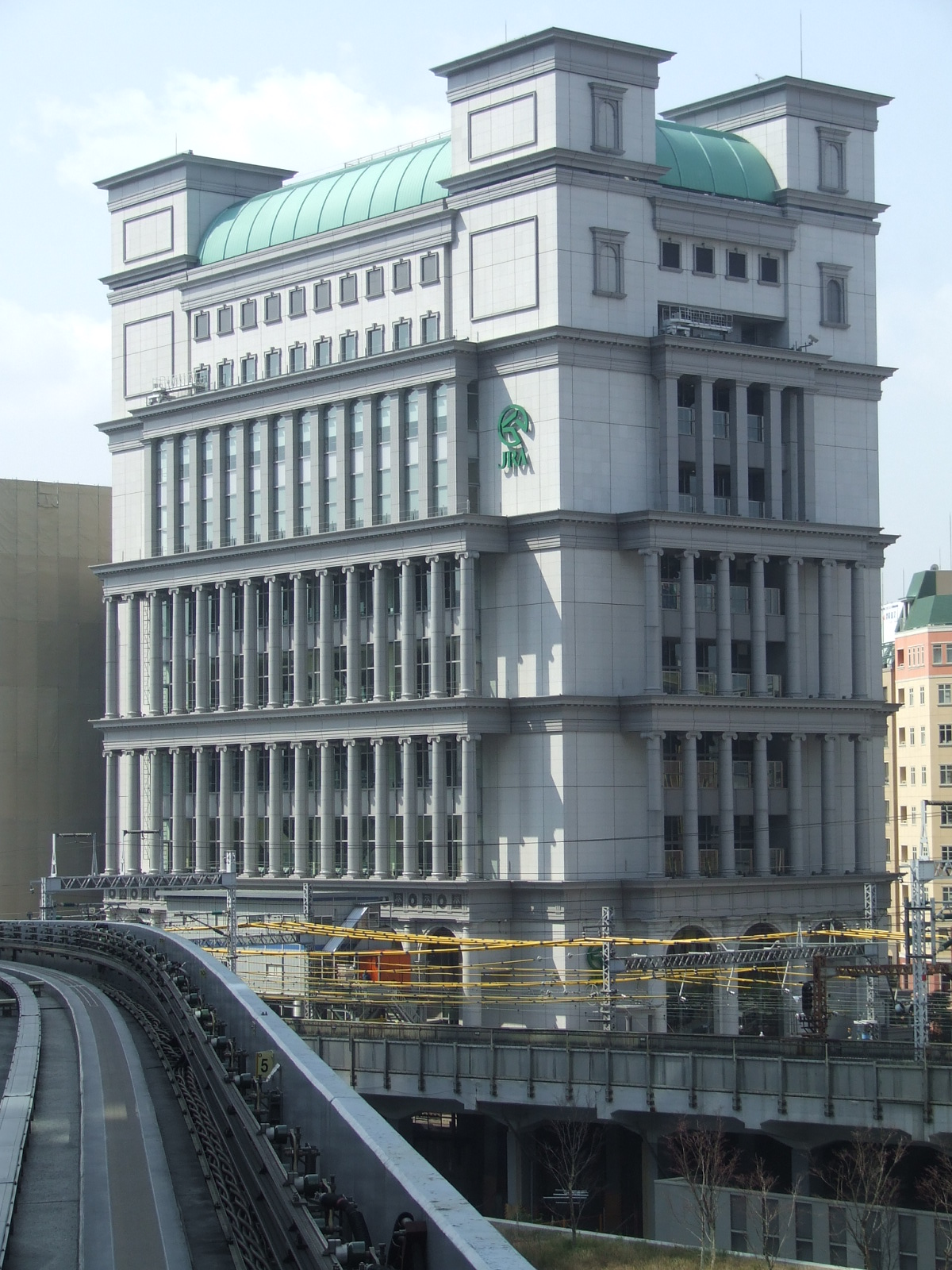
윙즈 시오도메(일본어판)

## 교통
- 유리카모메 시오도메 역（U-02）
- 오에도 선 시오도메 역（E-19）
- 동일본여객철도 신바시역
  - ■도카이도 선 (■우에노 도쿄 라인・■우츠노미야 선・■다카사키 선・■■조반선), ■게이힌 도호쿠 선,■야마노테 선,■요코스카 선
- 아사쿠사 선 신바시 역
- 도쿄 메트로 긴자 선 신바시 역
- JR하마마쓰초역
  - ■게이힌 도호쿠 선,■야마노테 선